# Кирич Наталія Богданівна
Ната́лія Богда́нівна Кирич (23 травня 1972, Збараж Тернопільської області, Україна) — український науковець, доктор економічних наук. Завідувач кафедри менеджменту у виробничій сфері Тернопільського національного технічного університету імені Івана Пулюя.

## Життєпис
Закінчила Тернопільський національний педагогічний університет імені Володимира Гнатюка.
У 1998 році Кирич захистила кандидатську дисертацію за спеціальністю «демографія, економіка праці і соціальна політика» на тему «Вдосконалення економічних механізмів організації безпечної життєдіяльності населення і відтворення здоров'я людей рекреаційними засобами» у Хмельницькому технологічному університеті.
Через два роки, у 2000 році, вона почала працювати у Тернопільському національному технічному університеті імені Івана Пулюя як доцент кафедри менеджменту у виробничій сфері.
Ступінь доктора наук вона отримала у 2008 році у Національному університеті харчових технологій, захистивши дисертацію на тему «Організаційно-економічний механізм забезпечення стабільного розвитку переробних підприємств (на прикладі ДАК „Хліб України“)».
В університеті вона викладає «основи управлінського консультування», «екологічний менеджмент» та «основи економіки та організації виробництва». Кирич спеціалізується на дослідженні сучасного стану переробної галузі агропромислового комплексу в Україні та встановлення напрямів її вдосконалення. Входить до редакційних колегій видань «Соціально-економічні проблеми і держава» та «Галицький економічний вісник»
Наразі вона опублікувала більше 100 статей та 3 монографії.

## Публікації
- Кирич Н. Б. Від стабілізації суспільного виробництва–до сталого розвитку суспільства (2003) // Тернопіль: ТДТУ ім. І. Пулюя
- Кирич Н. Б. Ефективне використання трудових ресурсів як фактор стабілізації функціонування підприємств (випуск 3 — 2008) // Україна: аспекти праці — С. 39-42
- Андрушків Б. М. Про кризу взаємовідносин у загальній теорії криз / Б. М. Андрушків, Н. Б. Кирич, І. П. Сівчук // Регіональна економіка. — 2008. — № 1(47). — С. 206—211.
- Андрушків Б. Представники українства у світовій науці (Михайло Яримович — видатний учений, державний та громадський діяч США) [Архівовано 20 Березня 2022 у Wayback Machine.] / Б. Андрушків, Н. Кирич, І. Стойко, О. Погайдак, Л. Мельник // Соціально-економічні проблеми і держава. — 2013. — Вип. 2 (9). — С. 5-12.